# SN 2002ib
SN 2002ib – supernowa typu Ia odkryta 31 października 2002 roku w galaktyce A005407+1733. W momencie odkrycia miała maksymalną jasność 19,80m.